# Hamag Mongol
Hamag Mongol (mongolsko Хамаг монгол, Hamag Mongol, dobesedno 'cela Mongolija', kitajsko 蒙兀國) je bila velika konfederacija mongolskih plemen (hanlig, kanat) v 12. stoletju na Mongolski planoti. Hamag Mongol se včasih šteje za predhodnico Mongolskega cesarstva.
Obstoj nekoliko skrivnostne plemenske zveze, ki je v mongolskem izročilu znana kot Hamag Mongol uls, je dokumentiran v virih kitanske dinastije Liao (916–1125), ki je vladala v severni Kitajski in vzhodni Mongoliji. Po padcu dinastije Liao leta 1125 so začeli Mongoli igrati pomembno vlogo na mongolskem nižavju. Zasedli so porečja rek Onon, Kerulen in Tuul v gorovju Henti, ki so spadala med najbolj rodovitne dele Mongolije. Tajčudi, eno od treh plemen, ki so v 12. stoletju tvorila jedro Mongolskega kanata, so bili naseljeni v Zabajkalskem kraju v južni Sibiriji. Zabajkalski kraj in mongolska pokrajina Henti sta bili glavni pokrajini Hamag Mongol. Trije glavni klani so bili Bordžigini (Hijadi), Tajčudi in Džalairi.
Prvi dokumentirani kan Hamag Mongol je Kabul kan iz klana Bordžigin. Kabul kan  je uspešno odbil invazije vojsk dinastije Džin pod vodstvom Džurčenov. Kabul kana je nasledil Ambagaj kan iz klana Tajčudov. Ambagaja je ujela Tatarska konfederacija in njegovo hčerko na silo izročila za ženo njihovemu vodstvu. Njega samega so izročili Džinu, ki ga je okrutno usmrtil. Ambagaja je nasledil Kabul kanov sin Hutula kan, ki se je s Tatari spopadel v trinajstih bitkah, da bi maščeval smrt Ambagaj kana.
Po smrti Hutula kana Hamag Mongol ni bil sposoben izvoliti njegovega naslednika. Vodstvo kanata je prevzel Kabul kanov vnuk Jesugej, poglavar Hijadov, in se izkazal za učinkovitega in superiornega vladarja. V njegovi družini je bil leta 1162 v Deluun Boldogu ob reki Onon rojen Temudžin, bodoči Džingiskan
Ko je Jesugeja v zgodnjem 12. stoletju za pomoč zaprosil mladi Tugril kan, da bi s prestola odstavil svoje brate, so mu Mongoli pomagali poraziti keraitske voditelje in ga  ustoličili. 
Jesugeja so leta 1170 zastrupili Tatari in je kmalu zatem umrl. Po njegovi smrti leta 1171 je začel Hamag Mongol razpadati. Politična anarhija in zatišje moči je trajalo do leta 1189, ki je kan Hamag Mongol postal Džingiskan. Med drugimi mongolskimi plemeni je izbruhnila vojna. Temudžinov prijatelj Džamuka je kot gurkan (univerzalni vladar) leta 1201  reorganiziral rivalska plemena, vendar ga je zveza Hamag Mongol in Kereidov porazila. 
Ko Tugril kan ni hotel skleniti zavezništva s Hamagom, so ga vojne s Tamudžinom  skoraj uničile. Temudžin je leta 1206 končno združil vse klane na Mongolski planoti in dobil naziv  Džingis-kan.

## Skici
1. ↑  Bat-Ocher Bold (2001).  Mongolian nomadic society: a reconstruction of the "medieval" history of Mongolia. Richmond, Surrey: Curzon, str. 176. ISBN 0-7007-1158-9.
2. ↑  History of the Mongolian People's Republic. Akademii︠a︡ nauk SSSR, str. 99.
3. ↑  Khamag Mongol Uls
4. ↑  László Lőrincz. Histoire de la Mongolie. str. 43.
5. ↑  History of Mongolia, Volume II, 2003.